# Karl von Bälz

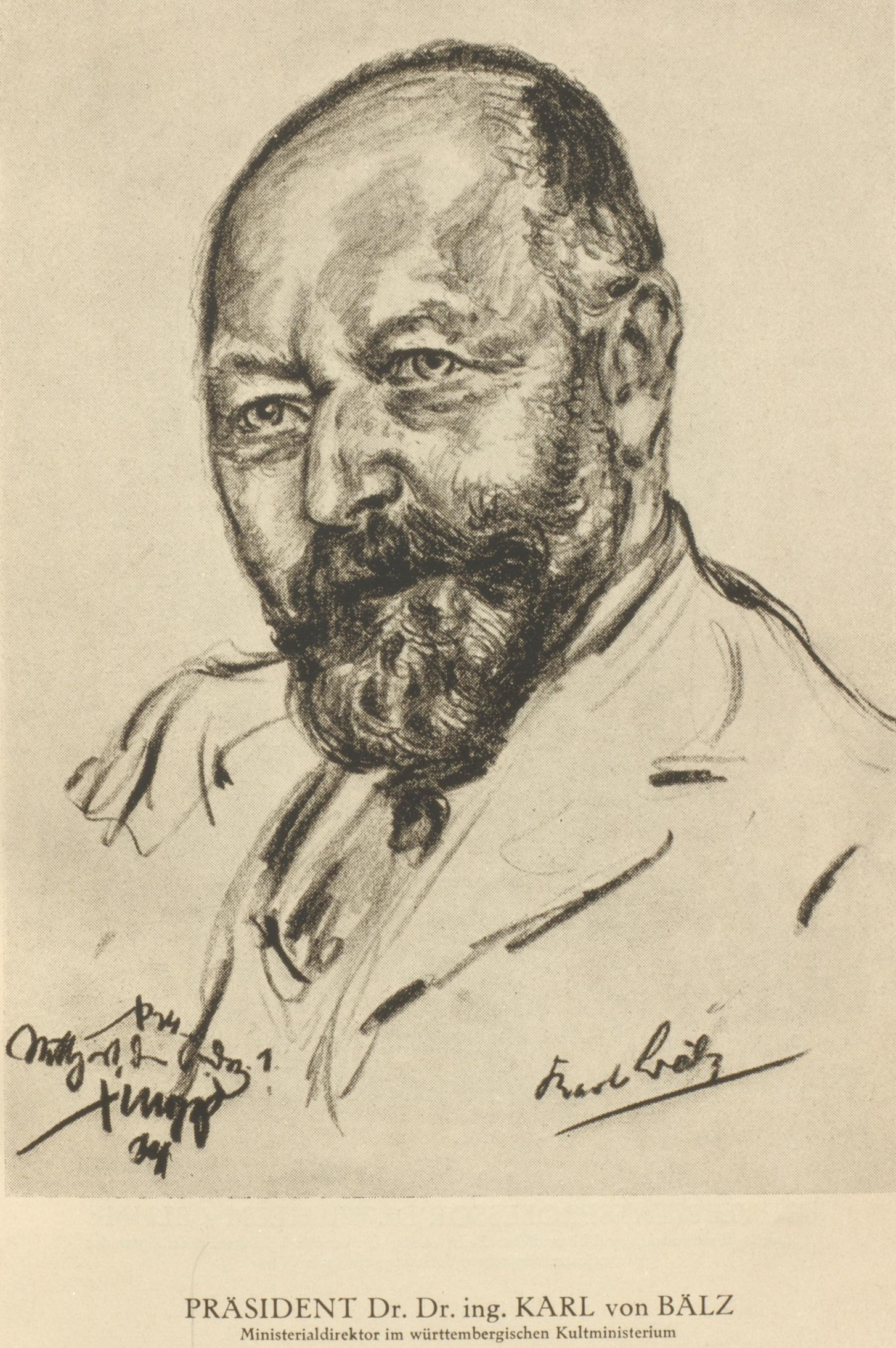
Emil Stumpp Karl von Bälz (1926)

Karl von Bälz (* 4. November 1860 in Bietigheim, Königreich Württemberg; † 16. Oktober 1945 in Stuttgart) war ein deutscher Jurist.

## Leben
Karl von Bälz war der Sohn des Werkmeisters und Landtagsabgeordneten Karl Bälz und von dessen Frau Wilhelmine Caroline, geb. Essich. Sein Bruder war der Mediziner Erwin Bälz. Karl von Bälz studierte Rechtswissenschaften in Tübingen, Leipzig und Berlin. Während seines Studiums wurde er, wie zuvor schon sein Bruder, 1879 Mitglied der Burschenschaft Germania Tübingen. 1896 wurde er Ministerialreferent im Württembergischen Kultusministerium, 1903 Ministerialrat, 1906 Ministerialdirektor und 1916 dessen Präsident. Er war 1912 für die Reform der Universitätsverfassung, 1921 für die Verfassung der Technischen Hochschule und 1922 für die Reform der Landwirtschaftlichen Hochschule verantwortlich und förderte das Gewerbeschulwesen. 1928 ging er in den Ruhestand.
Politisch war er bei den Nationalliberalen und später bei der Deutschen Volkspartei aktiv.

## Ehrungen
- 1920: Dr.-Ing. h. c. der Technischen Hochschule Stuttgart
- 1927: Dr. iur. h. c. der Universität Tübingen